# Avrămești (gmina Avram Iancu)
Avrămești – wieś w Rumunii, w okręgu Alba, w gminie Avram Iancu. W 2011 roku liczyła 19 mieszkańców.